# ریو (سامانه پنجره‌بندی)
ریو (به انگلیسی: rio) یک سیستم پنجره‌بندی برای سیستم‌عامل پلان ۹ از آزمایشگاه‌های بل است. مهم‌ترین دلیل شناخته شدن ریو این است که در آن مدیریت پنجره از دید برنامه‌های کاربردی شفاف است و برنامه‌های کاربردی از این کار باخبر نیستند. این کار اجازه می‌دهد ریو را در داخل یک سیستم پنجره‌بندی دیگر اجرا کرد.